# Мізинець Будди
«Мізи́нець Бу́дди» (англ. Buddha's Little Finger) — драматичний науково-фантастичний художній фільм німецького режисера Тоні Пембертона з Тобі Кеббеллом у головній ролі. Фільм знято за мотивами роману Віктора Пелевіна «Чапаєв і порожнеча».

## Сюжет
Безробітний поет Петро Пустота заарештований КДБ під час серпневого путчу 1991 року, під тортурами він втрачає свідомість та опиняється у постреволюційній Росії 1919 року, де б'ється на одному боці разом з легендарним червоним кавалерійським командиром Чапаєвим та його кулеметницею Анкою. Дивні провали в пам'яті, кидають його то до бандитської Москви дев'яностих, то у громадянську війну. Петро дізнається, як довго зможуть бушувати два вітри змін одночасно в голові однієї людини.

## У ролях
- Тобі Кеббелл — Петро Пустота
- Андре Хенніке[en] — Чапаєв
- Карін Ванасс[en] — Анка
- Юкі Івамото — Монголоїд[прояснити]
- Стіпе Ерцеґ[en] — Володін
- Іван Шведов[de] — Шурік
- Трістан Пюттер[de] — Колян
- Давід Шеллер[de] — Жербунов
- Герді Цинт[de] — Барболін
- Ґанна-Марі Кадьо[fr] — Тимурівна
- Бернд Міхаель Ладе[de] — майор Смірнов
- Хільдегард Шредтер[de] — Mrs. Kuznets (англ.)
- Крістоф Бах[de] — Григорій фон Ернен[прояснити]
- Нік Дон Сік[de] — Кавабата
- Іршад Панджатан[de] — Будда
- Ліліт Штангенберг — сліпа жінка
- Марко Дірліч[de] — Lutze (англ.)
- Вінсент Редетцкі[de] — молодий чоловік
- Маріо Ментруп[de] — Shabby Man (англ.)
- Ексел Січровскі — Фурманов
- Денніс Каміц[de] — Pilgrim(англ.)
- Доміник Пол Вебер — Костров
- Джеррі Гером — російський студент

## Виробництво

### Фінансування
У 2006 році фільм офіційно було відібрано для участі у третьому ярмарку спільного виробництва фільмів[прояснити] Берлінського міжнародного кінофестивалю.
Як зазначав у 2008—2009 роках Михайло Калатозішвілі, який раніше продюсував проєкт, затримка початку екранізації пов'язана з фінансовими труднощами у Західних партнерів. У 2012 Тоні Пембертон повідомив, що після смерті Калатозішвілі, він не отримав би фінансування (1 млн доларів) із російських фондів, оскільки він не є громадянином РФ[прояснити].

### Назва
Роман у перекладі Эндрю Бромфілда для Англії має назву «The Clay Machine Gun», а для США — «Budda’s Little Finger». За словами перекладача Андреаса Третнера німецьку назву книги — «Buddhas kleiner Finger»(нім.) придумав він, а з тієї причини, що назва «The Clay Machine Gun» було менш вдалим, — американці взяли їх назву. Так само називається і фільм Пембертона.

### Сценарій
Як повідомляє у 2011 році видання Правда.Ру у сценарії фільму з'явилися каземати Луб'янки й гармати, що стріляють по Білому дому, хоч раніше «планувався» стиль «захопливого кокаїнового тріпа» з трепетним ставленням до тексту оригіналу.
За словами кінопродюсера Карстена Штотера, сценарій був серйозно адаптований й трактує текст роману достатньо вільно.
Віктор Пелевін, за словами режисера, сценарій читав та відгукнувся позитивно й сказав, що йому «… подобається 115 сторінок з 120, але у цих 5 сторінках ви примудрилися практично зруйнувати всю історію», тому й написав ряд своїх зауважень як слід зробити.

### Знімання
Знімання фільму планували проводити у Лейпцигу та Берліні.
Зв словами режисера, йому довелося зменшити число знімальних днів до 30, хоч раніше планувалось проведення 40-ка знімальних днів, а пізніше, через дефіцит бюджету — до 21.
Згідно інформації «filmportal.de» знімання проводилися 28.08.2012—25.09.2012.

### Акторський склад
Головні ролі у фільмі грають західні актори, наприклад, спочатку планувалося, що французький актор Жан-Марк Барр зіграє роль Володіна, британський актор Руперт Френд зіграє роль Петра Пустоти, а Софія Майлс — Ґанну.
На думку Михайла Калатозішвілі, для того, щоб фільм вийшов правдивим — хоча б у знімальній групі повинні бути актори з Росії, а західні зірки — це «такого роду вабики для тамтешньої публіки».

## Реліз фільму
Терміни виходу і проведення знімання фільму багаторазово переносилися, так згідно з даними IMDb реліз був запланований ще на 2009 рік.
У серпні 2012 один з продюсерів картини Мартін Пол-Хус вказував, що фільм буде готовий близько вересня 2013 року, а в грудні 2012 режисер сподівався на реліз навесні 2013 року.
За словами режисера фільму Тоні Пембертона, на те щоб «пробити» фільм пішло майже 10 років.

### Прем'єра
Прем'єра відбулася 6 серпня 2015 у Лейпцизі.

## Додаткові джерела
- Режисери: Борис Караджев, Григорій Рябушев (15 вересня 2013). «Писатель „П“. Попытка идентификации» (документальний фільм)  (рос.). Автор сценарія: Борис Караджев, Операторы: Евгений Артемьев, Тео Сольник, Григорий Рябушев, Композиторы: Евгений Кадимский, Констаетин Шмырев, Продюсеры: Евгений Голынкин, Павел Одынин. Москва: Кіностудія «КЛІО».  На 74 хвилини хвилині. {{cite AV media}}: Вказано більш, ніж один |people= та |authors= (довідка)